# Kévin Estre
Kévin Estre, född den 28 oktober 1988 i Lyon är en fransk racerförare.